# Pat Condell
Pat Condell, född 1949, är en brittisk skribent, politisk kommentator, ateist och internetdebattör. Han har sedan 2007 laddat upp kortare videoklipp på Youtube där han kritiserar religion och politiska system. 

## Politisk prägel
Condell menar att religion är ett av mänsklighetens största problem. I sina videoklipp argumenterar han emot hur föråldrade kristna och muslimska kulturer och seder behandlar bland annat kvinnor. Vid valet visade Pat Condell ett stöd för det EU-kritiska partiet United Kingdom Independence Party. 
Till följd av sina åsikter har han erhållit hundratals mordhot och trakasserier.
Han är också uttalat vän av Israel och uttryckt ett starkt stöd för landet.